# John Ratzenberger
John Deszo Ratzenberger (Bridgeport, 6 aprile 1947) è un attore e doppiatore statunitense.

## Biografia
John Ratzenberger è nato a Bridgeport il 6 aprile 1947. Considerato il portafortuna dei Pixar Animation Studios, è apparso in tutte le pellicole dello studio da Toy Story - Il mondo dei giocattoli a Onward - Oltre la magia. Ratzenberger vanta partecipazioni minori in film come L'Impero colpisce ancora e Superman.
Si è sposato tre volte: prima con la moglie Caroline, da cui ha divorziato nel 1983, dopo un anno di matrimonio; poi dal 1984 al 2004 con Georgia Stiny da cui ha avuto due figli; James John (1987) e Nina Katherine (1989); nel 2012, dopo 4 anni di fidanzamento, ha sposato Julie Blichfeldt.

## Filmografia parziale

### Cinema
- Il vizietto americano (The Ritz), regia di Richard Lester (1976)
- Valentino, regia di Ken Russell (1977)
- Ultimi bagliori di un crepuscolo (Twilight's Last Gleaming), regia di Robert Aldrich (1977)
- Quell'ultimo ponte (A Bridge Too Far), regia di Richard Attenborough (1977)
- Superman, regia di Richard Donner (1978)
- Le 7 città di Atlantide (Warlords of Atlantis), regia di Kevin Connor (1978)
- Yankees (Yanks), regia di John Schlesinger (1979)
- Una strada, un amore (Hanover Street), regia di Peter Hyams (1979)
- Avventura araba (Arabian Adventure), regia di Kevin Connor (1979)
- Superman II, regia di Richard Lester e Richard Donner (1980)
- Motel Hell, regia di Kevin Connor (1980)
- L'Impero colpisce ancora (The Empire Strikes Back), regia di Irvin Kershner (1980)
- Atmosfera zero (Outland), regia di Peter Hyams (1981)
- Gandhi, regia di Richard Attenborough (1982)
- La casa di Helen (House II: the Second Story), regia di Ethan Wiley (1987)
- Operazione Gatto (That Darn Cat), regia di Bob Spiers (1997)

### Televisione
- Cin cin (Cheers) – serie TV, 270 episodi (1982-1993)
- Magnum, P.I. – serie TV, 1 episodio (1984)
- A cuore aperto (St. Elsewhere) – serie TV, 1 episodio (1985)
- Love Boat (The Love Boat) – serie TV, 1 episodio (1985)
- I cacciatori del tempo (Timestalkers), regia di Michael Schultz – film TV (1987)
- Camp Cucamonga, regia di Roger Duchowny – film TV (1990)
- Wings – serie TV, 1 episodio (1990)
- Corsie in allegria (Nurses) – serie TV, 1 episodio (1992)
- Murphy Brown – serie TV, 1 episodio (1995)
- Sabrina, vita da strega (Sabrina, the Teenage Witch) – serie TV, 1 episodio (1997)
- Il tocco di un angelo (Touched by an Angel) – serie TV, 1 episodio (2000)
- That '70s Show – serie TV, 1 episodio (2001)
- The Drew Carey Show – serie TV, 1 episodio (2001)
- Frasier – serie TV, 1 episodio (2002)
- 8 semplici regole (8 Simple Rules) – serie TV, 4 episodi (2003)
- Il nostro primo Natale (Our First Christmas), regia di Armand Mastroianni – film TV (2008)
- Melissa & Joey – serie TV, 1 episodio (2011)
- Drop Dead Diva – serie TV, 3 episodi (2012-2014)
- Bones – serie TV, 1 episodio (2013)
- CSI - Scena del crimine (CSI: Crime Scene Investigation) – serie TV, 1 episodio (2013)
- Legit – serie TV, 10 episodi (2013-2014)
- Franklin & Bash – serie TV, 3 episodi (2013-2014)
- Mom – serie TV, 1 episodio (2019)
- The Goldbergs – serie TV, 1 episodio (2019)
- Bob Hearts Abishola – serie TV, 1 episodio (2020)

### Doppiatore
- I Simpson (2 episodi, 1994-2014) - Cliff Clavin
- Toy Story - Il mondo dei giocattoli (Toy Story), regia di John Lasseter (1995) - Hamm
- A Bug's Life - Megaminimondo (A Bug's Life), regia di John Lasseter e Andrew Stanton (1998) - P.T. Pulce
- Toy Story 2 - Woody e Buzz alla riscossa (Toy Story 2), regia di John Lasseter, Lee Unkrich e Ash Brannon (1999) - Hamm
- Monsters & Co. (Monsters, Inc.), regia di Pete Docter, Lee Unkrich e David Silverman (2001) - Yeti
- Alla ricerca di Nemo (Finding Nemo), regia di Andrew Stanton e Lee Unkrich (2003) - Banco di pesci
- Gli Incredibili - Una "normale" famiglia di supereroi (The Incredibles), regia di Brad Bird (2004) - Il Minatore
- Cars - Motori ruggenti (Cars), regia di John Lasseter e Joe Ranft (2006) - Mack
- Ratatouille, regia di Brad Bird e Jan Pinkava (2007) - Mustafà
- WALL•E, regia di Andrew Stanton (2008) - John
- Up, regia di Pete Docter e Bob Peterson (2009) - Tom
- Toy Story 3 - La grande fuga (Toy Story 3), regia di Lee Unkrich (2010) - Hamm
- Vacanze hawaiiane, regia di Gary Rydstrom (2011) (cortometraggio) - Hamm
- Cars 2, regia di Brad Lewis e John Lasseter (2011) - Mack
- Buzz a sorpresa (Small Fry), regia di Angus MacLane (2011) (cortometraggio) - Hamm
- Ribelle - The Brave (Brave), regia di Mark Andrews, Brenda Chapman e Steve Purcell (2012) - Gordon
- Non c'è festa senza Rex (Partysaurus Rex), regia di Mark Walsh (2012) (cortometraggio) - Hamm
- Monsters University, regia di Dan Scanlon (2013) - Yeti
- Planes, regia di Klay Hall (2013) - Harland
- Planes 2 - Missione antincendio (Planes 2 - Fire & Rescue), regia di Bobs Gannaway (2014) - Brodie
- Inside Out, regia di Pete Docter e Ronnie del Carmen (2015) - Fritz
- Il viaggio di Arlo (The Good Dinosaur), regia di Peter Sohn (2015) - Earl
- Alla ricerca di Dory (Finding Dory), regia di Andrew Stanton e Angus MacLane (2016) - Bill
- Cars 3, regia di Brian Fee (2017) - Mack
- Coco, regia di Lee Unkrich e Adrian Molina (2017) - Juan Ortodoncia
- Gli Incredibili 2 (Incredibles 2), regia di Brad Bird (2018) - Il Minatore
- Toy Story 4, regia di Josh Cooley (2019) - Hamm
- Onward - Oltre la magia (Onward), regia di Dan Scanlon (2020) - Fennwick
- Monsters & Co. la serie - Lavori in corso! (Monsters at Work), serie animata (2021- in corso) - Yeti, Bernard
- Luck, regia di Peggy Holmes (2022) - Rootie
- WondLa - serie animata, 2 episodi (2024) - Caruncle
- Inside Out 2, regia di Kelsey Mann (2024) - Fritz
- Spellbound - L’incantesimo (Spellbound), regia di Vicky Jenson (2024) - Milo l'addestratore di mostri

## Doppiatori italiani
Nelle versioni in italiano delle opere in cui ha recitato, John Ratzenberger è stato doppiato da:
- Paolo Poiret in Superman II
- Raffaele Fallica in Cin cin
- Guido Cerniglia ne La casa di Helen
- Raffaele Uzzi ne I cacciatori del tempo
- Pierluigi Astore in Frasier
- Alessandro Rossi in Operazione Gatto
- Toni Orlandi in Follia omicida
- Paolo Buglioni in CSI - Scena del crimine
- Bruno Alessandro in Bones
- Renato Cecchetto in Supercuccioli - I veri supereroi
- Saverio Moriones ne Il nostro primo Natale
- Ambrogio Colombo in Un nuovo look per Peter

Da doppiatore è sostituito da:
- Renato Cecchetto in Toy Story - Il mondo dei giocattoli, A Bug's Life - Megaminimondo, Toy Story 2 - Woody e Buzz alla riscossa, Monsters & Co., Alla ricerca di Nemo, Cars - Motori ruggenti, Ratatouille, WALL•E, Up, Toy Story 3 - La grande fuga, Vacanze hawaiiane, Cars 2, Buzz a sorpresa, Non c'è festa senza Rex, Monsters University, Planes 2 - Missione antincendio, Inside Out, Il viaggio di Arlo, Alla ricerca di Dory, Cars 3, Coco, Toy Story 4, I perché di Forky, Onward - Oltre la magia, Monsters & Co. la serie! - Lavori in corso! (Yeti s.1)
- Ambrogio Colombo in Gli Incredibili - Una "normale" famiglia di supereroi, Gli Incredibili 2, Monsters & Co. la serie - Lavori in corso! (Yeti s.2), Inside Out 2
- Willy Moser in Capitan Planet e i Planeteers
- Gabriele Martini in Ribelle - The Brave
- Alberto Caneva in Planes
- Roberto Stocchi in Luck
- Fabrizio Russotto in Monsters & Co. la serie! - Lavori in corso! (Bernard)